# Ziltoid the Omniscient
Ziltoid the Omniscient è il settimo album in studio del cantautore canadese Devin Townsend, pubblicato il 21 maggio 2007 dalla HevyDevy Records.
L'album è stato pubblicato anche in edizione speciale comprensiva di due dischi, con tre tracce bonus, video in cui Townsend suona degli estratti da Wrong Side e Truth, mostra la sua strumentazione, e i cinque video episodi con il pupazzo Ziltoid, trasmessi all'epoca su Myspace.

## Descrizione
È un concept album con protagonista Ziltoid, un extraterrestre proveniente dal pianeta Ziltoidia 9. Ziltoid giunge sulla terra dichiarando di essere alla ricerca del «caffè più buono dell'universo»: i terrestri gliene offrono uno, ma Ziltoid pare non gradire, definendolo «fetido», e di conseguenza ordina ai suoi sudditi ziltoidiani di attaccare la terra, con conseguente scontro con l'esercito terrestre.
L'album è stato interamente composto e suonato da Townsend: per le parti di batteria si è servito del VST EZdrummer, usando l'espansione Drumkit from Hell, alla quale creazione ha collaborato anche Tomas Haake dei Meshuggah.
Il 27 ottobre 2014 è uscito il seguito, Z².

## Tracce
Testi e musiche di Devin Townsend.
1. ZTO – 1:17
2. By Your Command – 8:09
3. Ziltoidia Attaxx!!! – 3:42
4. Solar Winds – 9:46
5. Hyperdrive – 3:47
6. N9 – 5:30
7. Planet Smasher – 5:45
8. Omnidimensional Creator – 0:48
9. Color Your World – 9:44
10. The Greys – 4:15
11. Tall Latte – 1:03

Tracce bonus nell'edizione speciale
1. Don't Know Why (aka Messages from Ziltoid) – 7:34
2. Travelling Salesman – 2:14
3. Another Road – 4:29

## Formazione
- Devin Townsend – voce, chitarra, basso, tastiera, programmazione, produzione, ingegneria del suono, missaggio
- Fredrik Thordendal – assistenza alla programmazione della batteria
- U.E. Nastasi – mastering
- Dave Young – ingegneria aggiuntiva, voci aggiuntive
- Mike Young – ingegneria aggiuntiva, voci aggiuntive
- Rae Reedyk – produzione del pupazzo di Ziltoid
- Marcus Rogers – produzione del pupazzo di Ziltoid, fotografia
- Travis Smith – copertina